# 日本塔沙蛛
日本塔沙蛛（学名：Tasa nipponica）为跳蛛科塔沙蛛属的动物。在中国大陆，分布于浙江、辽宁等地。该物种的模式产地在日本。